# اچ‌ام‌اس کاملئون (۱۹۱۰)
اچ‌ام‌اس کاملئون (۱۹۱۰) (به انگلیسی: HMS Cameleon (1910)) یک کشتی بود که طول آن ۲۴۶ فوت (۷۵٫۰ متر) بود. این کشتی در سال ۱۹۱۰ ساخته شد.